# ホレス・ド・ヴィアー・コール

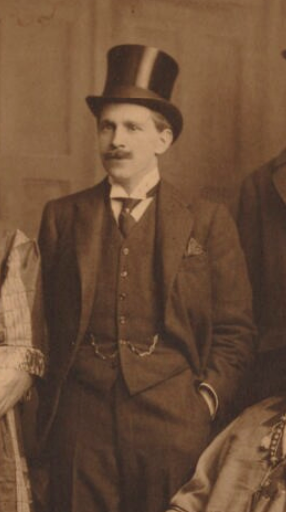
ホレス・ド・ヴィアー・コール（1910年）

ウィリアム・ホレス・ド・ヴィアー・コール（William Horace de Vere Cole、1881年5月5日 - 1936年2月25日）は、様々な悪戯を仕掛けたことで知られるイギリス人である。コールが仕掛けた最も有名な悪戯は偽エチオピア皇帝事件で、エチオピア皇帝とその随行団を騙ってイギリス海軍の戦艦ドレッドノートの見学をしたというものである。

## 家系
コールの父のウィリアム・ウッティング・コール(William Utting Cole)はイギリス陸軍士官で、第3近衛竜騎兵隊の少佐だったが、ホレスが幼い頃にインドにおいてコレラで亡くなっている。父方の祖父はキニーネの取引で財を成した。
母のメアリー・ド・ヴィアーは、国会議員の準男爵ステファン・ド・ヴィアーの姪であり、その相続人だった。ホレスは、アングロ・アイルランドの詩人オーブリー・ド・ヴィアーの大甥に当たる。母方の一族は元は「ハント」(Hunt)という家名だったが、準男爵に叙せられた後にオックスフォード伯爵ド・ヴィアー家との親族関係を主張してド・ヴィアーに家名を変更し、ド・ヴィアー家が世襲していたイングランドの式部卿の地位に就く権利を要求していた。
妹のアニー・コールは、ネヴィル・チェンバレン首相の妻。

## 若年期
コールは10歳の時にジフテリアに罹患し、聴覚に深刻な障害を負ったことが、その後の人生に影響を与えた。その数年後、イートン・カレッジに入学した。
第二次ボーア戦争中にヨークシャー軽騎兵連隊の中尉として徴用され、すぐに大尉代理に昇進した。1900年7月2日に拡張弾頭（ダムダム弾）で負傷し、その年の9月までクロンスタッドの赤十字病院で療養した。退院後に陸軍から除隊され、障害年金を現金化して得た1800ポンドを戦時中の未亡人や孤児のための基金に寄付した。
1902年にケンブリッジ大学のトリニティ・カレッジに進学したが、学位は取得できなかった。
1906年に父方の祖母ジェーンが亡くなると、コールはバークシャー南部、ウェスト・ワディのウェスト・ワディ・ハウスなどの遺産を相続した。しかし、コールにはそれを維持管理をする余裕はなく、1912年に叔父のアルフレッド・クレイトン・コール（後のイングランド銀行総裁）に売却した。

## 悪戯

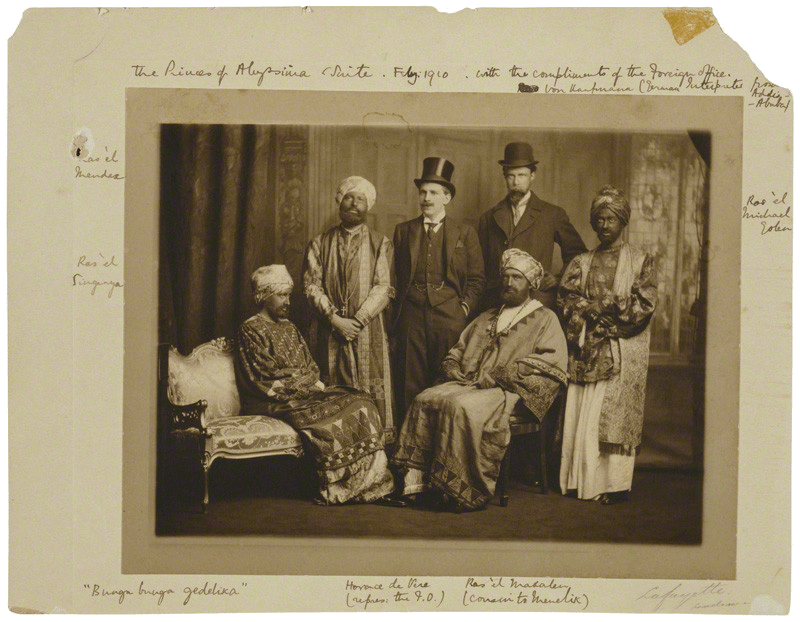
偽エチオピア皇帝一行の記念写真。左からヴァージニア・スティーブン（後のヴァージニア・ウルフ、着席）、ダンカン・グラント、ホレス・コール、エイドリアン・スティーブン、アンソニー・バクストン（着席）、ガイ・リドリー

ケンブリッジ大学在学中、自分の所属する大学を相手に悪戯を仕掛けたことがある。ザンジバル王国のスルタンがイギリスを訪問中であることを知ったコールは、スルタンの一行がケンブリッジに向かっているという嘘の電報を市長に宛てて送った。そして、友人のエイドリアン・スティーブン（ヴァージニア・ウルフの弟）と共に「オリエンタルな」衣装を着てロンドンから列車に乗り、ケンブリッジ駅で馬車による出迎えを受けた。コールらは市長が開いた歓迎式典を受け、町や大学の案内を受けた。ケンブリッジにはザンジバルの言語を解する者もいたが、コールは英語を解する随行員を装い、王族に直接話しかけることは許されていないと述べて、追及されるのを防いだ。
コールは同じ手口の悪戯を今度はイギリス海軍相手に仕掛けた。1910年2月7日に戦艦ドレッドノートにおいて行われたもので、偽エチオピア皇帝事件として知られる、コールの悪戯の中で最も有名なものである。コールはヴァージニア・ウルフら友人たちとともに、エチオピア皇帝とその随行団のふりをしてドレッドノートを見学した。
コールは時々、ズボンの前あき（いわゆる社会の窓）から牛の乳首をはみ出させて街を歩き回り、周りの人に気づかれたら、それをハサミで切り落として驚かせるということをしていた。
1919年3月31日、最初の妻との新婚旅行中にイタリア・ヴェネツィアを訪問していたコールは、その日の深夜に宿を抜け出して本土に渡って馬糞を集め、サン・マルコ広場に撒いた。翌4月1日（エイプリルフール）、ヴェネツィアの市民は、馬がいないはずのヴェネツィアに一夜にして大量の馬糞が出現したのを見て混乱したという。
晩年の大半をロンドンで過ごしたコールは、主に権威のある人たちのメンツを潰すために、大胆な悪戯と、それに対する追及からの逃避行を繰り返した。コールの標的となったのは、国会議員、実業家、海軍将校などだった。ある時には、職人の格好をして警官を騙して交通整理をさせ、その間に友人たちとともにピカデリーを横切る塹壕を掘った。またある時には、イートン・カレッジの同窓生で、初当選したばかりの国会議員オリバー・ロッカー＝ランプソンがコールの悪戯の餌食となった。コールはロンドンの路上でロッカー＝ランプソンに、10ヤードのハンデをつけての競走を持ちかけた。このときコールは、ロッカー＝ランプソンのポケットに高価な時計を滑り込ませていた。ロッカー＝ランプソンが全速力で警官の横を通り過ぎたとき、コールは「泥棒だ!」と叫んだ。ロッカー＝ランプソンはその場で逮捕され、ポケットの中から時計が発見された。コールはその様子を暫く眺めた後、自分の悪戯だったことをばらした。その際にコールは楽団を指揮するかのようにステッキを振りはじめ、周囲に危険を感じさせるほどだったため、2人とも逮捕されて勾留された。ロッカー＝ランプソンは不起訴となったが、コールは起訴されて治安妨害罪で有罪となり、5ポンドの罰金を科せられた。
伝説によると、コールはパーティーを主催したが、その出席者は、自分たち全員の名字に"bottom"（底辺または尻）という単語が入っていることに気がついたという。別の話によると、コールは演劇のチケットを8枚購入し、それを8人の禿頭の男性に渡して劇場に行かせた。8人の男性の頭には1文字ずつ文字が書かれていて、つなげて読むと"BOLLOCKS"（別の情報によると、男性は4人で、単語は"FUCK"）になっており、上流階級の多い劇場の上部の席から読み取れるようになっていた。
コールはその髪型と口ひげから、1920年代には労働党の首相ラムジー・マクドナルドと間違われることがよくあり、コールが労働党に対して激しい攻撃を仕掛けた際には混乱を招いた。コールの妹のアニーは、後に保守党の首相となるネヴィル・チェンバレンと結婚したが、チェンバレンは妻からコールのことをどう思うか聞かれたという。後にチェンバレンは、「私は思った通りのことを言わざるを得ませんでしたが、幸いなことに、彼女も同じように考えており、彼女は兄の手柄を誇ろうとする気は全くありませんでした。……私は、彼は少し気が狂っているのではないかと思います」と語った。
ピルトダウン人の人骨を捏造した犯人の候補として、コールの名前も挙がっている。
偽スルタン事件、ヴェネツィア馬糞事件、ラムジー・マクドナルド事件などについては、米英のさまざまたいたずらを紹介した、H・アレン・スミスの著書『いたずらの天才』（The Compleat Practical Joker 1953、翻訳は文春文庫）にも記述されている（文春文庫、P.82-87）。

## 私生活
1918年、コールは18歳のデニス・リンチ(Denise Lynch)と恋に落ちた。リンチはアイルランド貴族の相続人であり、相続する財産があったため、大法官が後見人となって21歳まで結婚を禁じられていた。最終的にリンチの後見が解除され、1918年9月30日にダブリンでコールと結婚した。2人の間には娘のヴァレリーが産まれたが、コールがカナダでの土地投機で全財産を失ったため、1928年に離婚した。
1931年、かつてロンドンのインド料理店「ヴィーラスワミー」でスカラリーメイドをしていたメイベル・ウィニフレッド・メアリー・ライト(Mabel Winifred Mary Wright、後にメイヴィス(Mavis)と改名、1908年-1970年)と結婚した。メイベルは1935年にトリスタンを出産したが、実際には、メイベルがホレスと結婚する前から付き合っており、結婚後も愛人関係を続けていた画家オーガスタス・ジョンとの間の子だった。
コールはトリスタンの出産の翌年にフランスのオンフルールで心臓発作により亡くなり、ウェスト・ワディに埋葬された。
コールの死後、メイヴィスは1939年に考古学者のモーティマー・ウィーラーと結婚したが、ヴィヴィアン男爵と不倫したことにより1942年に離婚を言い渡された。メイヴィスは1954年に、ヴィヴィアン男爵が他の女性と付き合っていることに嫉妬して男爵を射殺しようとし、6か月間投獄されている。